# 윈도우 NT 시작 프로세스
윈도우 NT 시작 프로세스(Windows NT startup process)는 마이크로소프트 윈도우 NT, 윈도우 2000, 윈도우 XP, 윈도우 서버 2003 운영 체제를 시작하는 과정이다. 윈도우 비스타에서는, 시작 프로세스의 과정이 약간 변경되어 있다. (윈도우 비스타 시작 프로세스를 볼 것)

## 같이 보기
- 시동(부팅)
- 멀티 부팅
- 리눅스 시작 프로세스
- 부트비스
- 윈도우 NT 아키텍처